# نوشابه محمدلي
نوشابا محمد علي قيزي ممدلي (بالأذرية:  Nüşabə Məmmədli) كاتبة، وناشطة دعاية، وعضو في اتحاد كتاب أذربيجان واتحاد الصحفيين الأذربيجانيين، ومؤسسة ورئيسة مجلة "الكاتبات النساء".

## حياتها ونشاتها
ولدت نوشابا محمد علي قيزي ممدلي في 6 يناير عام 1953، في مدينة أغدام بجمهورية أذربيجان. 
بعد تخرجها من المدرسة الثانوية، التحقت بمعهد جامعة أذربيجان للغات، وتخرجت منها بنجاح بمهنة معلمة اللغة الإنجليزية.
عملت نوشابا ممدلي كمراسل ونائبة رئيسة تحرير ورئيسة تحرير في صحف "العدالة" و"إنترفاكس" و"كارفان".
وهي مؤلفة العديد من المقالات وقصائد النثر والقصائد والحكايات والقصص الساخرة والقصص والمقالات والأمثال والأساطير، فضلاً عن القصص المجازية والروايات الطويلة.
نوشابا محمدلي هي مؤلفة حوالي 1000 مقال صحفي. في عام 2014، للمشاركة في الندوة الأولى للعالم التركي الأوراسي حول نشر أدب الأطفال، حصلت على شهادة من دائرة رابطة أمناء المكتبات في أوراسيا.
تُرجمت أعمالها إلى الروسية والتركية والإنجليزية والأوزبكية والأوكرانية. وتوجد لها كتب محفوظة في مجموعات المكتبات في إنجلترا والاتحاد الروسي وتركيا وجمهورية التشيك وألمانيا وصربيا وسلوفينيا وأوكرانيا وأوزبكستان وتركمانستان.
لقد حصلت نوشابا ممدلي على العديد من الجوائز وشهادات الشرف.
وهي متزوجة، ولديها ابن واحد.